# Aphanocladium album
Espèce
Aphanocladium album  est une espèce de champignons ascomycètes de la famille des Nectriaceae.
Cette espèce est connue pour être un mycoparasite hyperparasite d'autres champignons, notamment des agents de la rouille (genre Puccinia et notamment Puccinia graminis f. sp. tritici, agent de la rouille du blé).
C'est également l'hyperparasite  d'un champignon pathogène du cacaoyer, Crinipellis perniciosa, agent de la maladie du balai de sorcière du cacaoyer, et d'autres agaricales de la forêt amazonienne. Ce mycoparasite prolifère dans les basidiocarpes de l'hôte, empêche physiquement le développement normal de l'hyménium et la diffusion de spores. Il produit en outre une toxine thermostable qui induit la plasmolyse des basidiocarpes et qui s'est révélé toxique in vitro pour plusieurs espèces de champignons pathogènes du cacaoyer. Le traitement des plantations à l'aide de cette toxine protège les tissus du cacaoyer contre l'infection par Crinipellis perniciosa et Phytophthora palmivora.

## Synonyme
Selon  :
- Acremonium album Preuss 1848.